# تومویا تاکاهاتا
تومویا تاکاهاتا (انگلیسی: Tomoya Takahata؛ زادهٔ ۲ دسامبر ۱۹۹۴) بازیکن فوتبال اهل ژاپن است.